# A menekülési terv (A szökés)
Ez a lap a tetoválásba rejtett menekülési tervről szól. A tetoválás A szökés című amerikai televíziósorozatban szerepel.
Ez ahhoz szükséges, hogy Michael kihozza az ártatlanul halálraítélt bátyját, Lincolnt a Fox Riverből, ahol ő már a kivégzését várja. A tervrajzok könnyebb megjegyzése érdekében választotta ezt a módszert, amit a pizzafutár lányon látott. Egy gótikus mintába van rejtve, hogy ne legyen feltűnő. Felrajzolása a színész testére a forgatáskor kb. 5 órát vett igénybe.
|  | Alább a cselekmény részletei következnek! |

## Rajzok a meneküléshez
A tetoválások összesen 24 kulcsfontosságú elemet tartalmaznak a menekülési tervhez. Ezek teljesen elborítják Michael felsőtestét. A rajzok eredeti példányait egy merevlemezen a második évadban megtalálja Alexander Mahone különleges FBI-ügynök (akit William Fichtner alakít). A múlt árnyai epizódban kiderül, hogy a tetoválás ötlete, és az, hogy a tervet a tetoválások közé kell rejteni, akkor született meg, amikor a főhős hasonló megoldást látott egy pizzaszállító testén. A terv lépéseit a görög ábécé betűivel jelölte meg.

### Első évad
A tetoválások segítik, hogy eljussanak először az őrök pihenőjéig, majd a gyengélkedőbe, ahonnan a legkönnyebb kijutni a falakon túlra.
A tetoválás egy-egy része mindig feltűnik, amikor éppen azzal kapcsolatos dolog történik. Az első évadban a következő elemeket mutatják:
- Allen Schweitzer 11121147 (Lázadás)

Ez nem egy elítélt neve, de nem is egy személyé. Michaelnek a Scweitzer cég által gyártott Allen típusú csavarokra van szüksége ahhoz, hogy a cellájában a WC-t ki tudja csavarozni, és a mögötte lévő falat ledöntve megtegye az első lépést a szökés felé.
- Cellapróba (Álmatlanul)

A főhős le akarja tesztelni cellatársa titoktartását, ezért a börtönmunka során egy szappanból készült mobiltelefont rejt el Sucre szeme láttára. Ezután vár, hogy az szól-e az őröknek. Ha a telefon igazi lenne, akár 2 évvel is megtoldhatták volna a büntetését.
- Cute Poison (Édes méreg)

A Cute Poison egy vegyület neve, amit a vízmentes foszforsavval kapcsolatos reakcióról jegyez meg Michael, ebben benne van a Cu, PO, SO.
3H2SO4(aq) + Ca3(PO4)2(aq) + 6H2O(l) ↔ 2H3PO4(aq) + 3CaSO4(aq)·2H2O(l)
Ezzel és még egy másik szerrel el szeretné maratni a gyengélkedő csapja alatti csövet, amely a börtönből való kijutás egyik utolsó szakasza lesz.
- English, Fitz vagy Percy (Öld meg Lincolnt!)

A szökés előtt tudnia kell, hogy a börtön előtt vezető három út közül melyiken nem jön rendőrautó a riasztás után. Ezek nevei English, Fitz és Percy. Az igazgató irodájából az Abruzzitól szerzett kulccsal kiszökik, és látja, hogy Fitz felől nem jönnek rendőrautók.
- Egy ördög arcának képe (Zendülők és falfúrók)

Az ördög arcának képét Michael a tetoválásról átmásolja egy papírra, majd egy lámpával kivetíti arra a falra, amelyet le akarnak rombolni anélkül, hogy a gázvezetékekbe fúrnának. A Hooke-törvény szerint (amit Sucre „luk-törvénynek” mond) csak néhány ponton kell megfúrni a falat, ezzel lecsökken annak teherbíró képessége. Az öt pont az ördög kivetített arcán: a két szarvánál, a két szeménél és az orránál.
- Játékkártya képe, amelyen ez a számsor áll: '1 312 909 3529' (Felsőbb parancsra)

Ez Michael alibi feleségének a telefonszáma. Egy nappal a bankrablás előtt házasodtak össze. Egy hitelkártyának álcázott beléptető kártyát vitt be neki egy házasoknak járó beszélő alkalmával. Amely kártyával be tud menni a börtön „Fogadás és Elbocsátás” részébe, ahol a rabok a bekerüléskor leadják a személyes holmijukat.
- Egy kereszt képe (Az alagút vége)

Ezen jel alatt egy fekete tabletta van elrejtve, amit Michael egy keresztbe csomagolva, egy pappal juttat el Lincolnnak. A kereszt mellé egy papírt helyez, melynek felirata: „EAT 8.10” (Ez formailag egy bibliai hivatkozás címe, ugyanakkor úgy is értelmezhető, hogy „edd meg 8:10-kor!”).

### Második évad
A második évadban a tetoválás kevésbé jelentős szerepet kap, mivel inkább a 8 szökött fegyenc kalandjait követhetjük nyomon. Azonban Alexander Mahone FBI-ügynöknek felkelti érdeklődését, és elkezd velük tüzetesebben foglalkozni, mivel feltételezi, hogy a tetoválás ábráit Michael valahogyan felhasználja a következő lépéséhez. A tetoválás a szökés után a Panama felé való eltűnésben is segíti Michaelt és Lincolnt.
A második évadban ezeket a részeket láthatjuk:
- Ripe Chance Woods (A múlt árnyai)

A szöveg elejének jelentése R.I.P. = Rest in peace, azaz "Nyugodjék békében". A repülőgép otthagyta őket, így a tetoválásnak ezen részét kell követni. Az Illinois állambeli Oswegóban van E. Chance Woods sírja. A sír alatt ruhák, hamis útlevelek és egy kocsi kulcsa van, amit Michael csak kettejüknek szán. Sikerült megfejtenie a jelentését Mahone-nak, aki nem sokkal a szökevények után ott is volt a temetőben.
- Egy vonalkód képe a következő számokkal: '38 12 1037' (A vezércsel)

Michael azt akarja elhitetni a hatóságokkal, hogy ők ketten meghaltak. Ráhajtanak a 38-as útra, majd 12 mérföld múlva megállnak egy hídon. Ezután a rádiót a 103.7-es frekvenciájú rádióadó megkeresésére állítják be, aminek hatására az autó egy idő múlva felrobban, előtte a gázpedált egy rúddal lenyomva az autót a híd alá juttatják.
- Egy virág képe (Temetetlen múlt)

A Mexikóba szökést segítő repülőért cserébe a csempészek egy doboz orvosi nitroglicerint kértek fizetségül Michaeltől, amelyet Michael a Blanding Botanikus kertekbe rejtett el még azelőtt, hogy a Fox River állami börtönbe került volna.
A virág a tetováláson az Apache Sivatag szellem kiállítására utalt, ahol elrejtette a nitroglicerint.
- Bolshoi Booze (A múlt árnyai)

A szöveg nem egy hely neve, hanem fejjel lefelé fordítva számoknak bizonyulnak, ezek egy GPS koordinátát adnak ki: (32°00'09·, 104°57'09·), ez egy találkozási pont a sivatagban.
- Kép: Jézus egy rózsában és egy szám: 617 (Üzenet Panamából)

Krisztus a rózsában angolul: Christ in a rose → egybeírva: Christina Rose. Ez Michael és Lincoln anyjának neve, akiről egy hajót neveztek el Panamában. A hajót lezáró szerkezet kódja a 617.

## A produkció részletei

### A tetoválás
A Michael Scofield felső testét borító tetoválást Tom Berg terve alapján a Tinsley Transfers készítette. A tetoválás rendszeresen láthattuk az első évad folyamán. A hasi oldalon helyezkedik el a börtön föld alatti útvonalainak tervrajza, a háti részre pedig a börtön felülnézeti képe van tetoválva. Berg tudta, hogy a tervrajzok láthatóvá tételéhez utólagos effektusokat fognak használni a filmben, a kontúrokat és vonalakat mégis úgy tervezte, hogy a lehető legjobban hasonlítsanak a valós tervrajzra. Berget időről időre megkérik, hogy készítsen terveket kifejezetten egy-egy epizódhoz.
A teljes tetoválási mintát több részletben vitték fel. A rajzolandó testfelületet először alkohollal letisztították, majd felragasztották a rajz negatívját tartalmazó, több darabból álló matricákat. A matricákat ragasztóval is rögzítették. A kitöltendő részeket megfestették, végül lehúzták a matricákat. Összességében az eljárás 4-5 órát vett igénybe, nem számolva az eltávolítást, ami kb. 45 perc volt. Amikor nem volt szükség a teljes rajzra, csak az ingből kilátszó részeket festették meg.
Egy ekkora méretű és bonyolultságú valódi tetoválás felvitele legalább hónapokat venne igénybe.